# Humiria balsamifera
Humiria balsamifera är en tvåhjärtbladig växtart som först beskrevs av Jean Baptiste Christophe Fusée Aublet, och fick sitt nu gällande namn av A. St.-hil.. Humiria balsamifera ingår i släktet Humiria och familjen Humiriaceae.

## Underarter
Arten delas in i följande underarter:
- H. b. attenuata
- H. b. coriacea
- H. b. floribunda
- H. b. guaiquinimana
- H. b. guianensis
- H. b. iluana
- H. b. imbaimadaiensis
- H. b. laurina
- H. b. minarum
- H. b. parvifolia
- H. b. pilosa
- H. b. savannarum
- H. b. stenocarpa
- H. b. subsessilis

## Bildgalleri

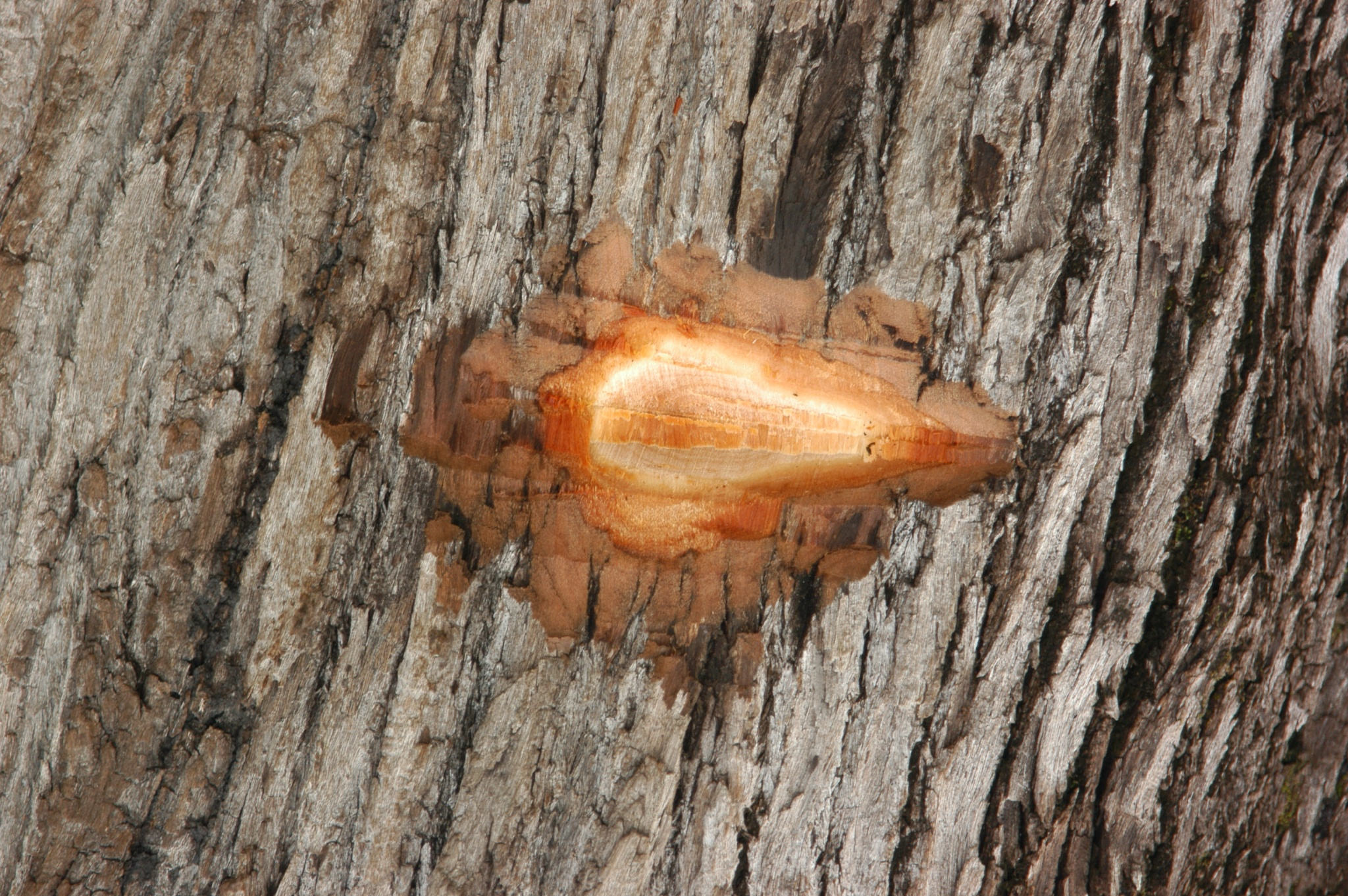
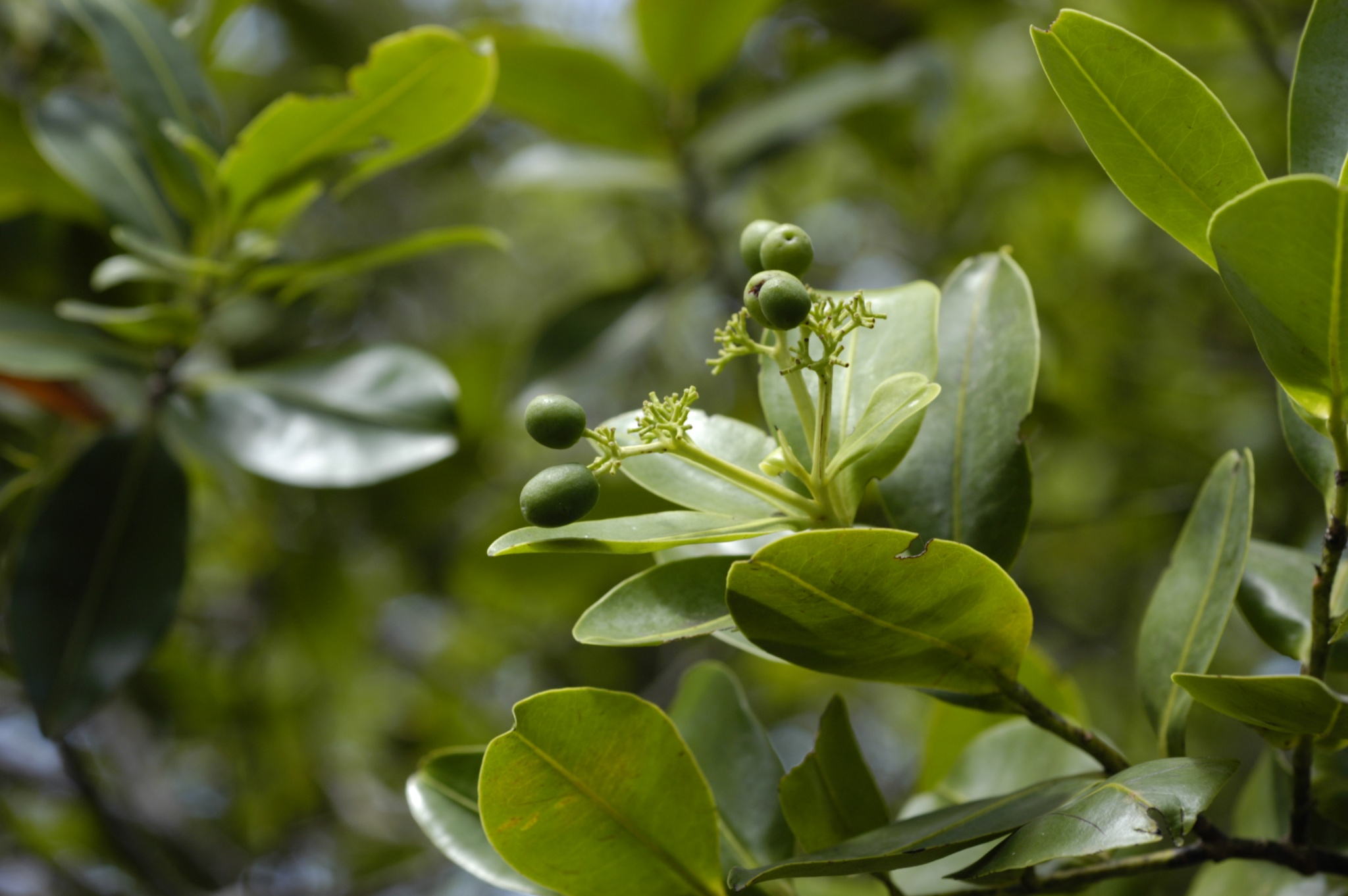